# Indijska umetnost
Indijska umetnost je sestavljena iz različnih umetniških oblik, vključno s slikarstvom, kiparstvom, keramiko in tekstilno umetnostjo, kot je tkana svila. Geografsko se razteza po celotni Indijski podcelini, vključno z današnjo Indijo, Pakistanom, Bangladešem, Šrilanko, Nepalom in občasno vzhodnim Afganistanom. Močan smisel za oblikovanje je značilen za indijsko umetnost in ga je mogoče opaziti v njenih sodobnih in tradicionalnih oblikah.
Izvor indijske umetnosti je mogoče izslediti v prazgodovinskih naselbinah v 3. tisočletju pred našim štetjem. Na svoji poti v moderni čas je imela indijska umetnost kulturne vplive, pa tudi verske vplive, kot so hinduizem, budizem, džainizem, sikizem in islam. Kljub tej zapleteni mešanici verskih tradicij si glavne verske skupine na splošno delijo prevladujoč umetniški slog kadar koli in na katerem koli mestu.
V zgodovinski umetnosti je kiparstvo iz kamna in kovine, predvsem religiozno, preživelo indijsko podnebje bolje kot drugi mediji in predstavlja večino najboljših ostankov. Številne najpomembnejše starodavne najdbe, ki niso v izklesanem kamnu, prihajajo iz okoliških, bolj suhih regij in ne iz same Indije. Indijske pogrebne in filozofske tradicije izključujejo nagrobne predmete, ki so glavni vir starodavne umetnosti v drugih kulturah.
Indijski umetniški slogi so v zgodovini sledili indijskim religijam zunaj podceline in so imeli še posebej velik vpliv v Tibetu, jugovzhodni Aziji in na Kitajskem. Indijska umetnost je bila včasih deležna vplivov, zlasti iz Srednje Azije in Irana ter Evrope.

## Zgodnja indijska umetnost

### Skalna umetnost
Skalna umetnost Indije vključuje reliefe v skalah, gravure in poslikave, nekatere (vendar ne vse) iz južnoazijske kamene dobe. Ocenjuje se, da obstaja približno 1300 lokacij s kamnito umetnostjo z več kot četrt milijona figur in figuric. Najzgodnejše vklesane skale v Indiji je odkril Archibald Carlleyle, dvanajst let pred jamo Altamira v Španiji, čeprav je njegovo delo prišlo na dan šele mnogo kasneje prek J. Cockburna (1899).
Dr. V. S. Wakankar je odkril več poslikanih kamnitih zatočišč v osrednji Indiji okoli gorovja Vindhya. Od teh je okoli 750 območij, ki sestavljajo skalna zavetja Bhimbetka, bilo uvrščenih na Unescov seznam svetovne dediščine; najzgodnejše slike so stare okoli 10.000 let. Slike na teh mestih so običajno upodabljale prizore človeškega življenja skupaj z živalmi in lov s kamnitimi pripomočki. Njihov slog se je razlikoval glede na regijo in starost, toda najpogostejša značilnost je bila rdeča barva, narejena iz minerala v prahu, imenovanega geru, ki je oblika železovega oksida (hematita).

### Civilizacija doline Inda (ok. 3300 pr. n. št. – ok. 1750 pr. n. št.)
Kljub svoji razširjenosti in prefinjenosti se zdi, da se Indska civilizacija ni zanimala za obsežno javno umetnost, za razliko od mnogih drugih zgodnjih civilizacij. Številne zlate, terakotne in kamnite figurice deklet v plesnih pozah razkrivajo prisotnost nekaterih oblik plesa. Poleg tega so figurice iz terakote vključevale krave, medvede, opice in pse.
Najpogostejša oblika figurativne umetnosti so majhni izrezljani pečati. Najdenih je bilo na tisoče steatitnih pečatov in njihov fizični značaj je precej dosleden. Po velikosti segajo od 19 mm do 13,97 cm. V večini primerov imajo na zadnji strani preluknjano izboklino za namestitev vrvice za rokovanje ali uporabo kot osebni okras. V Mohendžo-Daro so našli pečate, ki prikazujejo figuro, ki stoji na glavi, in drugo, na pečatu Pašupati, ki sedi s prekrižanimi nogami v pozi, podobni jogi. Ta figura je bila različno identificirana. Sir John Marshall je ugotovil podobnost s hindujskim bogom Šivo.
Žival, upodobljena na večini pečatov na mestih zrelega obdobja, ni bila jasno identificirana. Delno bik, delno zebra, z veličastnim rogom je bil vir ugibanj. Zaenkrat ni dovolj dokazov za utemeljitev trditev, da je imela podoba verski ali kultni pomen, vendar razširjenost podobe postavlja vprašanje, ali so živali na podobah verski simboli. Najbolj znan del je bronasto Plealka iz Mohendžo-Daro, ki prikazuje izjemno napredno modeliranje človeške figure za ta zgodnji datum.
Po koncu Indske civilizacije je do budistične dobe presenetljiva odsotnost kakršne koli visoke stopnje prefinjenosti umetnosti. Menijo, da to deloma odraža uporabo pokvarljivih organskih materialov, kot je les.

### Vedsko obdobje
Tisočletje po propadu Indske civilizacije, ki sovpada z indoarijsko selitvijo v vedskem obdobju, je brez antropomorfnih upodobitev. Domneva se, da se je zgodnja vedska religija osredotočala izključno na čaščenje čisto »elementarnih sil narave s pomočjo dovršenih žrtvovanj«, ki se niso zlahka podale antropomorfološkim predstavam. Različni artefakti morda pripadajo kulturi bakrenih zakladov (2. tisočletje pr. n. št.), nekateri od njih kažejo na antropomorfološke značilnosti. Interpretacije se razlikujejo glede natančnega pomena teh artefaktov ali celo kulture in periodizacije, ki so ji pripadali. Nekateri primeri umetniškega izražanja se pojavljajo tudi v abstraktnih lončeninah med kulturo črne in rdeče keramike (1450–1200 pr. n. št.) ali kulturo pobarvane sive keramike (1200–600 pr. n. št.), z najdbami na širokem območju, vključno z območjem Mathure.
Po približno tisočletni vrzeli večina zgodnjih najdb ustreza tako imenovanemu »drugemu obdobju urbanizacije« sredi 1. tisočletja pr. n. št. Antropomorfne upodobitve različnih božanstev so se očitno začele sredi 1. tisočletja pr. n. št., verjetno kot posledica dotoka tujih dražljajev, ki so se začeli z Ahemenidsko osvojitvijo doline Inda, in vzpona alternativnih lokalnih ver, ki so izpodbijale vedizem, kot je budizem, džainizem in lokalni popularni kulti.

### Maurijska umetnost (ok. 322 pr. n. št. – ok. 185 pr. n. št.)
Severnoindijsko Maurijsko cesarstvo je cvetelo od leta 322 pr. n. št. do 185 pr. n. št. in je v največjem obsegu nadzorovalo vso podcelino razen skrajnega juga, pa tudi vplive indijske starodavne tradicije in starodavne Perzije, kot prikazuje kapitel iz Pataliputre.
Cesar Ašoka Veliki, ki je umrl leta 232 pr. n. št., je sprejel budizem približno na polovici svoje 40-letne vladavine in bil pokrovitelj več velikih stup na ključnih mestih iz življenja Bude, čeprav je ohranjenih zelo malo okraskov iz obdobja in tam morda sploh ni bilo veliko. Obstaja več iz različnih zgodnjih najdišč indijske arhitekture v skali.
Najbolj znani ostanki so velike živali, ki presegajo več Ašokovih stebrov, ki so pokazale samozavesten in drzno zrel slog in obrt ter prvo tovrstno litje železa brez rje do danes, ki so ga uporabljali vedski ljudje na podeželskih območjih države, čeprav imamo zelo malo ostankov, ki kažejo njen razvoj. Znameniti Ašokov levji kapitel s štirimi živalmi je bil po indijski neodvisnosti sprejet kot uradni grb Indije. Za maurijsko kiparstvo in arhitekturo je značilen zelo fin maurijski sijaj kamna, ki ga v poznejših obdobjih redko najdemo.
V arheologiji so našli veliko majhnih priljubljenih figuric iz terakote, v različnih slogih, ki so pogosto živahni, čeprav nekoliko surovi. Najdene so tako živalske kot človeške figure, običajno ženske, za katere se domneva, da so božanstva.

### Ogromen kip Jakše (2. stoletje pr. n. št.)
Zdi se, da so bili Jakši predmet pomembnega kulta v zgodnjih obdobjih indijske zgodovine, mnogi med njimi so znani, kot je Kubera, kralj Jakš, Manibhadra ali Mudgarpani. Jakše so širok razred naravnih duhov, običajno dobrohotnih, včasih pa nagajivih ali muhastih, povezanih z vodo, plodnostjo, drevesi, gozdom, zakladi in divjino in so bili predmet ljudskega čaščenja. Mnogi od njih so bili kasneje vključeni v budizem, džainizem ali hinduizem.
V 2. stoletju pr. n. št. so Jakše postale središče ustvarjanja ogromnih kultnih podob, običajno visokih okoli 2 metra ali več, ki veljajo za verjetno prve indijske antropomorfne produkcije v kamnu. Čeprav je nekaj starodavnih kipov Jakša ostalo v dobrem stanju, je bila živahnost sloga pohvaljena in izraža v bistvu indijske lastnosti. Pogosto so trebušasti, dvoroki in divjega videza. Jakše so pogosto upodobljeni z orožjem ali atributi, kot je Jakša Mudgarpani, ki v desni roki drži macolo iz blata, v levi roki pa figuro majhnega stoječega bhakte ali otroka, ki se drži za roke v molitvi. Pogosto se domneva, da je slog kolosalnega kipa Jakša pomembno vplival na ustvarjanje poznejših božanskih podob in človeških figur v Indiji. Ženski ekvivalent Jakšam so bile Jakšini, ki so jih pogosto povezovali z drevesi in otroki in katerih pohotne figure so postale vseprisotne v indijski umetnosti.
Nekaj helenističnega vpliva, kot so geometrične gube draperije ali hodna drža kipov, je bil predlagan. Po besedah Johna Boardmana rob obleke na monumentalnih zgodnjih kipih Jakša izhaja iz grške umetnosti. John Boardman opisuje draperijo enega od teh kipov: »Nima lokalnih predhodnikov in je najbolj podoben grškemu poznoarhaičnemu manierizmu«, in nakazuje, da morda izhaja iz helenistične umetnosti bližnje Baktrije, kjer je ta oblika znana.
Pri izdelavi ogromnih okroglo izrezljanih kipov Jakša, ki jih je mogoče najti na več lokacijah v severni Indiji, umetnost Mathure velja za najnaprednejšo v kakovosti in količini v tem obdobju.

### Budistična umetnost (ok. 150 pr. n. št. – ok. 500 n. št.)
Glavni ohranjeni predmeti budistične umetnosti se začnejo v obdobju po Maurijcih, od katerih so preživele dobre količine kipov. Nekatera ključna mesta so Sanči, Bharhut in Amaravati, od katerih nekatera ostajajo na mestu, druga pa v muzejih v Indiji ali po svetu. Stupe so bile obdane s ceremonialnimi ograjami s štirimi bogato izrezljanimi toranami ali okrasnimi prehodi, obrnjenimi proti kardinalnim smerem. Ti so v kamnu, čeprav jasno prevzemajo oblike, razvite v lesu. Ti in stene same stupe so lahko močno okrašene z reliefi, ki večinoma ponazarjajo življenje Bude. Postopoma so bile izklesane figure v naravni velikosti, sprva v globokem reliefu, nato pa prostostoječe.
Mathura je bila najpomembnejše središče v tem razvoju, ki se nanaša na hindujsko in džainistično umetnost ter budistično. Fasade in notranjost v skalo vklesanih molitvenih dvoran čaitja in samostanskih vihar so preživele bolje kot podobne prostostoječe strukture drugje, ki so bile dolgo večinoma v lesu. Jame Adžanta, jame Karla, jame Bhadža in drugod vsebujejo zgodnje kipe, ki jih poznejši deli pogosto prehitevajo, kot so ikonične figure Bude in bodhisatve, ki jih ne najdemo vsaj pred letom 100.
Budizem je razvil vse večji poudarek na kipih Bude, na katere sta močno vplivali hindujska in džainistična verska figurativna umetnost. Liki tega obdobja so bili pod vplivom tudi grško-budistične umetnosti stoletij po osvajanjih Aleksandra Velikega. Ta fuzija se je razvila na skrajnem severozahodu Indije, zlasti v Gandari v sodobnem Afganistanu in Pakistanu. Indijsko Kušansko cesarstvo se je v zgodnjih stoletjih našega štetja razširilo iz Srednje Azije na severno Indijo in je za kratek čas naročil velike kipe, ki so bili portreti kraljeve dinastije.

### Guptska umetnost (ok. 320 n. š. – ok. 550 n. š.)
Obdobje Guptskega imperija na splošno velja za klasičen vrhunec umetnosti severne Indije za vse glavne verske skupine. Čeprav je bilo slikarstvo očitno zelo razširjeno in je ohranjeno v jamah Adžanta, so skoraj vsa ohranjena dela verske skulpture.
V tem obdobju se je v hindujski umetnosti pojavilo ikonično izklesano kamnito božanstvo, pa tudi figure Bude in džain tirthankara, zadnje pogosto v zelo velikem obsegu. Glavna središča kiparstva sta bila Mathura Sarnath in Gandhara, zadnje središče grško-budistične umetnosti.
Guptsko obdobje je zaznamovalo 'zlato dobo' klasičnega hinduizma in videlo najzgodnejšo zgrajeno arhitekturo hindujskih templjev, čeprav ostankov ni veliko.
- Sedeči Buda, 5. stoletje, Sarnath Museum
- Mahišasuramardini, tempelj Dašavatara
- Krišna ubija konjskega demona Kešija, ok. 5. stol. Metropolitan Museum of Art
- Železni steber, Delhi znan po svoji kovinski sestavi, odporni proti rji,, ok. 3.–4. stoletje
- Freske v jamah Adžanta

## Srednja kraljestva in obdobje zgodnjega srednjega veka (ok. 600 – ok. 1206/1526)
V tem obdobju je hindujska tempeljska arhitektura dozorela v številne regionalne sloge in velik delež umetnostnozgodovinskih zapisov za to obdobje sestavljajo tempeljske skulpture, ki jih večina ostaja na svojem mestu. Politična zgodovina srednjih indijskih kraljestev je videla Indijo, razdeljeno na številne države, in ker so večino največjih stavb naročili vladarji in njihov dvor, je to pripomoglo k razvoju regionalnih razlik. Slikanje, tako v velikem obsegu na stenah kot v miniaturnih oblikah, je bilo nedvomno zelo razširjeno, vendar so ostanki redki. Srednjeveški bronasti predmeti so najpogosteje ohranjeni iz tamilskega juga ali vznožja Himalaje.

### Dinastije južne Indije (okoli 3. stoletje – ok. 1200)
Napisi na Ašokovih stebrih omenjajo soobstoj severnih kraljestev s triumviratom tamilskih dinastij Čola, Čera in Pandja, ki je južno od gorovja Vindhya. Srednjeveško obdobje je bilo priča vzponu in padcu teh kraljestev v povezavi z drugimi kraljestvi na tem območju. Med zatonom in ponovnim vzponom teh kraljestev je bil hinduizem obnovljen. Spodbudil je gradnjo številnih templjev in skulptur.
- Jama 3 v jamskih templjih Badami (zgodnja dinastija Chalukya, ok. 6. stol.))
- Mladost v ribniku lotosa, stropna freska v Sittanvasalu, ok. leta 850
- Čola bronasta skulptura Šive kot Nataraja, Gospodar plesa

Obalni tempelj v Mamalapuramu, ki so ga zgradili Palavi, simbolizira zgodnjo hindujsko arhitekturo s svojim monolitnim skalnim reliefom in skulpturami hindujskih božanstev. Nasledili so jih vladarji Čola, ki so bili plodni v svojem prizadevanju za umetnost. Veliki templji Čola iz tega obdobja so znani po svoji zrelosti, veličini in pozornosti do detajlov ter so bili priznani kot Unescova dediščina. Obdobje Čola je znano tudi po bronastih skulpturah, tehniki ulivanja izgubljenega voska in freskah. Zahvaljujoč hindujskim kraljem iz dinastije Čalukja je džainizem vzcvetel skupaj z islamom, kar dokazuje četrti od jamskih templjev Badami, ki je bil džainistični namesto vedski. Kraljestva južne Indije so še naprej vladala svojim deželam do muslimanskih vdorov, ki so tam ustanovili sultanate in uničili veliko templjev ter čudovitih primerov arhitekture in kipov.
Druge hindujske države so zdaj znane predvsem po svojih ohranjenih templjih in priloženih skulpturah. Sem spadajo arhitektura Badami Čalukja (5. do 6. stoletje), arhitektura zahodne Čalukja (11. do 12. stoletje) in arhitektura Hojsala (11. do 14. stoletje), vse osredotočene na sodobno Karnatako.

### Vzhodna Indija
V vzhodni Indiji, Odiši in Zahodni Bengaliji je bila arhitektura Kalinga širok tempeljski slog z lokalnimi različicami pred muslimanskim osvajanjem.
V antiki je bila Bengalija pionir slikarstva v Aziji pod cesarstvom Pala. Slikarstvo miniatur in svitkov je cvetelo v času Mogulskega cesarstva. Slika Kalighat ali Kalighat Pat izvira iz Bengalije v 19. stoletju, v bližini templja Kalighat Kali v Kalkuti, in iz predmetov spominkov, ki so jih obiskovalci templja Kali jemali s seboj, so se slike čez čas razvile kot posebna šola Indijskega slikarstva. Iz upodobitev hindujskih bogov in drugih mitoloških likov so se slike Kalighat razvile tako, da odražajo različne teme.
- Rasmanča, Bišnupur. Tempelj, ki ga je zgradil kralj Bir Hambir, ima nenavaden podolgovat piramidasti stolp, obdan s stolpiči v obliki koče, ki so bili zelo značilni za bengalske strešne strukture tistega časa.
- Delo iz terakote na templju Šjamrai, Bišnupur, ki prikazuje Raas-Leela.
- Lesene sove iz Natungrama, Zahodna Bengalija, Indija. Lesena sova je sestavni del starodavne in avtohtone tradicije in oblike umetnosti v Bengaliji
- Jama, šola umetnosti Kalighat.
- Balabhadra, Subhadra in Džagannath idoli v Odiši

## Pozni srednji vek in kolonialna doba (ok. 1526 – ok. 1757)

### Mogulska umetnost
Čeprav so islamska osvajanja v Indiji potekala že v prvi polovici 10. stoletja, šele v Mogulskem cesarstvu opazimo cesarje, ki so pokrovitelji likovne umetnosti. Cesar Humajun je med ponovno vzpostavitvijo Delhijskega sultanata leta 1555 s seboj pripeljal Mira Sajida Alija in Abd al-Samada, dva najboljša slikarja iz slovitega ateljeja perzijskega šaha Tahmaspa.
Med vladavino Akbarja (1556–1605) je število slikarjev naraslo s približno 30 med ustvarjanjem Hamzaname sredi 1560-ih na približno 130 do sredine 1590-ih. Po mnenju dvornega zgodovinarja Abu'l-Fazala je bil Akbar praktičen v svojem zanimanju za umetnost, redno je pregledoval svoje slikarje in nagrajeval najboljše. V tem času so perzijske umetnike pritegnili, da so v cesarstvo prinesli svoj edinstven slog. Indijski elementi so bili v njihovih delih prisotni že od začetka, z vključevanjem lokalne indijske flore in favne, ki jih sicer ni bilo v tradicionalnem perzijskem slogu. Slike tega časa so odražale živahnost in vključenost Akbarjevega cesarstva s proizvodnjo perzijskih miniatur, slikami Radžput (vključno s šolo Kangra) in slogom Pahari severne Indije. Vplivali so tudi na akvarelne slike v slogu podjetja, ustvarjene med britansko vladavino mnogo let pozneje.
- Arghan Div prinese skrinjo z oklepi Hamzi, iz 7. zvezka Hamzaname, nadzoruje Samad, ok. 1562–1577. Prozoren akvarel in zlato na bombažu.
- Abu'l-Fazl predstavlja Akbarnamo Akbarju. Mogulske miniature
- Krišna igra na flavto, pribl. 1790–1800, regija Guler/Kangra. Prozoren akvarel in zlato na papirju.
- Petkova mošeja, Delhi, Willam Carpenter, 1852. Akvarel

Z Akbarjevo smrtjo je prestol zasedel njegov sin Džahangir (1605–1627). Raje je imel delo vsakega slikarja na enem delu kot sodelovanje, ki ga je spodbujal Akbarjev čas. To obdobje zaznamuje nastanek različnih individualnih slogov, zlasti Bišan Das, Manohar Das, Abu al-Hasan, Govardhan in Daulat. Džahangir sam je imel sposobnost prepoznati delo vsakega posameznega umetnika, tudi če je bilo delo neimenovano. Pod njegovo vladavino sta nastala Razmnama (perzijski prevod hindujskega epa Mahabharata) in ilustrirani spomini Džahangirja, imenovani Tuzuk-i Džahangiri. Džahangirja je nasledil Šah Džahan (1628–1658), čigar najpomembnejši arhitekturni prispevek je Tadž Mahal. Slike pod njegovo vladavino so bile bolj formalne in so prikazovale dvorne prizore v nasprotju z osebnimi slogi iz časa njegovega predhodnika. Aurangzeb (1658–1707), ki je imel vedno bolj ortodoksna sunitska prepričanja, je s silo prevzel prestol svojemu očetu šahu Džahanu. S prepovedjo glasbe in slikanja leta 1680 je njegova vladavina zaznamovala upad mogulskega pokroviteljstva umetnosti.
Ko je slikarstvo na cesarskem dvoru upadlo, so se umetniki in splošni vpliv mogulskega slikarstva razširili na knežje dvore in mesta severne Indije, kjer so se portreti, ilustracije indijskih epov in hindujsko versko slikarstvo razvili v številnih lokalnih šolah in slogih. Med temi so bile opazne šole Radžput, Pahari, Dekan in Kangra.
- Džahangir v Darbarju, iz Džahangir-name, ok. 1620. Gvaš na papirju.
- Portret cesarja Šah Džahana na prestolu, ok. 17. stoletje.
- Prizor durbar z novo okronanim cesarjem Aurangzebom

### Druga srednjeveška indijska kraljestva
Zadnji imperij v južni Indiji je zapustil spektakularne ostanke arhitekture Vidžajanagara, zlasti v Hampiju, Karnataka, pogosto močno okrašene s skulpturami. Ti so razvili tradicijo Čola. Po mogulski osvojitvi se je tempeljska tradicija še naprej razvijala, predvsem s širitvijo obstoječih templjev, ki so dodali nove zunanje stene z vedno večjimi gopurami, ki so pogosto zasenčili starejše stavbe v središču. Ti so postali običajno na debelo prekriti z mavčnimi kipi božanstev in drugih verskih osebnosti, ki jim je treba v presledkih obnavljati živobarvno barvo, da ne izginejo.
V južni osrednji Indiji je v poznem 15. stoletju po Srednjem kraljestvu sultanat Bahmani razpadel na sultanate Dekan s središči v Bidžapurju, Golcondi, Ahmadnagarju, Bidarju in Berarju. Uporabili so vedske tehnike vlivanja kovine, klesanja v kamen in slikanja, pa tudi poseben arhitekturni slog z dodatkom citadel in grobnic iz mogulske arhitekture. Na primer, dinastija Baridi (1504–1619) iz Bidarja je doživela izum bidri posode, ki je bila prevzeta iz vedskega in maurijskega obdobja Ašoka stebrov iz cinka, pomešanega z bakrom, kositrom in svincem ter intarziranih s srebrom ali medenino, nato prekritih z blatno pasto, ki je vsebovala amonijak, ki je osnovno kovino obarval črno, s čimer je poudaril barvo in sijaj intarzirane kovine. Šele po mogulski osvojitvi Ahmadnagarja leta 1600 je perzijski vpliv pod pokroviteljstvom turško-mongolskih Mogulov začel vplivati na dekansko umetnost.
- Mošeja Čar Minar v Hiderabadu. Dokončana leta 1591
- Bidrivare podstavek za vodno pipo, ok. 18. stoletje. Muzej umetnosti okrožja Los Angeles
- Mavzolej Gol Gumbaz v Bidžapurju, Karnataka. Dokončano leta 1656
- Portret Abu'l Hasana, zadnjega sultana Golconde, ok. konec 17. - začetek 18. stoletja
- Čand Bibi sokolari, dekanska slika iz 18. stoletja, gvaš, poudarjen z zlatom na papirju

### Britansko obdobje (1857–1947)
Britanska kolonialna oblast je imela velik vpliv na indijsko umetnost, zlasti od sredine 19. stoletja naprej. Številni stari pokrovitelji umetnosti so postali manj premožni in vplivni, zahodna umetnost pa bolj vseprisotna, ko je Britanski imperij ustanovil umetniške šole v večjih mestih. Najstarejša, Vladna šola za likovno umetnost v Čenaju, je bila ustanovljena leta 1850. V večjih mestih z veliko Evropejci je postal skupen slog majhnih slik, ki so jih ustvarili indijski umetniki, ki so delali za evropske mecene Britanske Vzhodnoindijske družbe. Slog je v glavnem uporabljal akvarel za prenos mehkih tekstur in tonov, v slogu, ki združuje vplive zahodnih grafik in mogulskega slikarstva. Do leta 1858 je britanska vlada prevzela nalogo upravljanja Indije pod Britanskim Rajom. Številna naročila indijskih knezov so bila zdaj v celoti ali delno v zahodnih slogih ali hibridni indo-saracenski arhitekturi. Zlitje indijskih tradicij z evropskim slogom tega časa je razvidno iz oljnih slik Radže Ravi Varme, ki na eleganten način prikazujejo ženske, oblečene v sari.
- Slika podjetja Dipa Čanda (ok. 1760 – ok. 1764), ki prikazuje uradnika Vzhodnoindijske družbe, morda Williama Fullertona iz Rosemounta, kirurga in župana Kalkute leta 1757
- Tipujev tiger, avtomat iz 18. stoletja z vidno tipkovnico. Muzej Viktorije in Alberta, London.
- Šakuntala, Radža Ravi Varma (1870). Olje na platnu.
- Ašokina kraljica, Abanindranatha Tagore, (okoli 1910). Kromoksilograf

## Sodobna umetnost (okoli 1900 n. št. – danes)
Leta 1947 je Indija postala neodvisna od britanske oblasti. Skupina šestih umetnikov – K. H. Ara, S. K. Bakre, H. A. Gade, M.F. Husain, S.H. Raza in Francis Newton Souza so leta 1952 ustanovili Bombay Progressive Artists' Group, da bi vzpostavila nove načine izražanja Indije v postkolonialni dobi. Čeprav je bila skupina leta 1956 razpuščena, je močno vplivala na spremembo idioma indijske umetnosti. Skoraj vsi največji indijski umetniki v 1950-ih so bili povezani s skupino. Nekateri od tistih, ki so danes dobro znani, so Bal Chabda, Manishi Dey, V. S. Gaitonde, Krishen Khanna, Ram Kumar, Tyeb Mehta, K. G. Subramanyan, A. Ramachandran, Devender Singh, Akbar Padamsee, John Wilkins, Himmat Shah in Manjit Bawa. Današnja indijska umetnost je pestra, kot še nikoli prej. Med najbolj znanimi umetniki novejše generacije sta Bose Krishnamachari in Bikash Bhattacharjee.
Slikarstvo in kiparstvo sta ostala pomembna tudi v drugi polovici 20. stoletja, čeprav sta v delih vodilnih umetnikov, kot so Nalini Malani, Subodh Gupta, Narayanan Ramachandran, Vivan Sundaram, Jitish Kallat, GR Iranna, Bharati Kher, Chittravanu Muzumdar, pogosto našli nove radikalne smeri. Bharti Dayal se je odločila za obdelavo tradicionalne slike Mithila na najsodobnejši način in ustvarila svoj lasten slog z vajami lastne domišljije, zdijo se sveže in nenavadne.
Povečanje diskurza o indijski umetnosti v angleščini in v ljudskih indijskih jezikih je spremenilo način dojemanja umetnosti v umetniških šolah. Kritični pristop je postal strog; kritiki, kot so Geeta Kapur, R. Siva Kumar, [55][56] Shivaji K. Panikkar, Ranjit Hoskote, so med drugim prispevali k ponovnemu razmišljanju o sodobni umetniški praksi v Indiji.
- Skupina treh deklet Amrite Sher-Gil
- Čolnarjenje, Jamini Roy
- Psevdorealistično indijsko slikarstvo. Par, otroci in zmeda, Devajyoti Ray
- Freska Satisha Gujrala

## Po materialih in likovnih oblikah

### Kiparstvo
Prva znana skulptura na Indijski podcelini je iz obdobja Indske civilizacije (3300–1700 pr. n. št.), najdena na najdiščih v Mohendžo-daro in Harapi v današnjem Pakistanu. Med njimi je tudi slavni mali bronasti moški plesalec Nataradža. Vendar pa so takšne figure iz brona in kamna redke in jih močno prekašajo lončene figurice in kamniti pečati, pogosto zelo natančno upodobljenih živali ali božanstev. Po propadu Indske civilizacije je le malo zapisov o kiparstvu do budistične dobe, razen zaklada bakrenih figur iz (nekoliko kontroverznega) ok. 1500 pr. n. št. iz Daimabada.
Zdi se, da se je velika tradicija indijske monumentalne skulpture v kamnu začela sorazmerno pozno, z vladavino Ašoke od leta 270 do 232 pr. n. št. in Ašokovimi stebri, ki jih je postavil po Indiji, nosijo njegove ukaze in na vrhu s slavnimi skulpturami živali, večinoma levov, od katerih jih je preživelo šest. Velike količine figurativne skulpture, večinoma v reliefu, so ohranjene iz zgodnjih budističnih romarskih stup, predvsem Sanči; te so se verjetno razvile iz tradicije uporabe lesa. Dejansko je bil les še naprej glavni kiparski in arhitekturni medij v Kerali skozi vsa zgodovinska obdobja do zadnjih desetletij.
Med 2. in 1. stoletjem pr. n. št. na skrajnem severu Indije, v grško-budistični umetnosti Gandara iz današnjega južnega Afganistana in severnega Pakistana, so skulpture postale bolj eksplicitne, saj so predstavljale epizode Budovega življenja in učenj. Čeprav je imela Indija dolgo kiparsko tradicijo in obvlada bogato ikonografijo, Buda do tega časa nikoli ni bil predstavljen v človeški podobi, temveč le z nekaterimi njegovimi simboli. To je morda zato, ker gandarska budistična skulptura v sodobnem Afganistanu kaže grški in perzijski umetniški vpliv. Umetniško naj bi gandaharska kiparska šola prispevala valovite lase, draperije, ki pokrivajo obe rameni, čevlje in sandale, okraske iz akantovih listov itd.
Hindujske, džainistične in budistične skulpture iz rožnatega peščenjaka v Mathuri iz 1. do 3. stoletja našega štetja so odsevale tako domorodno indijsko tradicijo kot zahodne vplive, prejete skozi grško-budistično umetnost Gandare, in so dejansko postavile osnovo za kasnejšo indijsko religiozno skulpturo. Slog se je razvil in razširil po večini Indije pod Guptskim imperijem (okoli 320-550), ki ostaja "klasično" obdobje za indijsko kiparstvo, ki zajema zgodnje jame Elora, čeprav so jame Elephanta verjetno nekoliko poznejše. Poznejša velika skulptura ostaja skoraj izključno religiozna in na splošno precej konzervativna, pogosto se vrača k preprostim čelnim stoječim položajem za božanstva, čeprav imajo spremljajoči duhovi, kot so apsare in jakši, pogosto čutno ukrivljene položaje. Rezbarije so pogosto zelo podrobne, z zapleteno podlago za glavno figuro v visokem reliefu. Slavni izgubljeni bron iz voska dinastije Čola (okoli 850–1250) iz južne Indije, mnogi zasnovani za nošenje v procesijah, vključujejo ikonično podobo Šive kot Nataradže z ogromnimi granitnimi rezbarijami Mahabalipurama iz obdobja prejšnja dinastija Palava. Obdobje Čola je izjemno tudi po svojih skulpturah in bronu. Med obstoječimi primerki v različnih muzejih po svetu in v templjih Južne Indije je mogoče videti veliko lepih figur Šive v različnih oblikah, Višnuja in njegove žene Lakšmi, svetnikov iz Šive in še veliko več.

### Stenske poslikave
Tradicija in metode indijskega slikanja na skalo so se postopoma razvijale skozi več tisoč let – na več lokacijah najdemo prazgodovinsko umetnost. Zgodnje jame so vključevale previsno skalo, okrašeno z vklesano umetnostjo, in uporabo naravnih jam v obdobju mezolitika (6000 pr. n. št.). Njihova uporaba se je na nekaterih območjih nadaljevala v zgodovinskih časih. Skalna zavetja Bhimbetka so na robu Dekanske planote, kjer je globoka erozija pustila ogromne izdanke peščenjaka. Številne jame in spodmoli, ki jih najdemo tam, vsebujejo primitivna orodja in okrasne poslikave na skalah, ki odražajo starodavno tradicijo človekove interakcije s pokrajino, interakcijo, ki se nadaljuje še danes.
Najstarejše ohranjene freske zgodovinskega obdobja so ohranjene v jamah Adžanta, pri čemer jih je v jami 10 nekaj iz 1. stoletja n. št., večje in bolj znane skupine so iz 5. stoletja. Kljub podnebnim razmeram, ki delujejo proti preživetju starejših slik, je v Indiji skupno znanih več kot 20 lokacij s poslikavami in sledovi nekdanjih slik iz antičnega in zgodnjega srednjega veka (do 8. do 10. stoletja n. št.), a je to le majhen del tega, kar naj bi nekoč obstajalo. Najpomembnejše freske so v jamah Adžanta, Bagh, Ellora in Sitanavasal, zadnja je bila džainistična iz 7. do 10. stoletja. Čeprav mnogi kažejo dokaze, da so jih izdelali umetniki, ki so večinoma uporabljali za okrasitev palač, ni ohranjenih nobenih zgodnjih posvetnih stenskih poslikav.
Freske Čola so bile odkrite leta 1931 v obvodnem prehodu templja Brihadisvara v Thanždavurju v Tamil Naduju in so prvi odkriti primerki Čole. Raziskovalci so odkrili tehniko, uporabljeno v teh freskah. Na kamne se nanese gladko testo iz mešanice apnenca, kar je trajalo dva do tri dni, da se je strdilo. V tem kratkem obdobju so bile tako velike slike naslikane z naravnimi organskimi pigmenti. V obdobju Najaka so bile slike Čola prebarvane. Freske Čola, ki ležijo spodaj, imajo izražen goreč duh šaivizma. Verjetno so bili sinhronizirani z dokončanjem templja Radžaraje Čolana Velikega.
Keralsko stensko slikarstvo ima dobro ohranjene freske ali stenske poslikave v stenah templjev v Pundarikapuramu, Etumanorju in Ajmanamu ter drugod.

### Miniaturno slikarstvo
Čeprav se je malo indijskih miniatur ohranilo izpred približno leta 1000 n. št., nekatere pa tudi iz naslednjih nekaj stoletij, je verjetno obstajala precejšnja tradicija. Tista, ki so preživela, so sprva ilustracije za budistična besedila, ki so jim kasneje sledili džainistični in hindujski ekvivalenti, zaton budizma in ranljiv podporni material rokopisa s palmovimi listi pa verjetno pojasnjujeta redkost zgodnjih primerov.
Mogulsko slikarstvo v miniaturah na papirju se je v poznem 16. stoletju zelo hitro razvilo iz skupnega vpliva obstoječe miniaturne tradicije in umetnikov, ki so bili usposobljeni v perzijski miniaturni tradiciji, ki jo je uvozil dvor mogulskega cesarja. Nove sestavine v slogu so bile veliko večji realizem, zlasti v portretih, in zanimanje za živali, rastline in druge vidike fizičnega sveta. Dekansko slikarstvo se je razvilo približno v istem času na dvorih dekanskih sultanatov na jugu, na nek način bolj vitalno, čeprav manj umirjeno in elegantno.
Miniature so ilustrirale knjige ali pa so bile posamezna dela za murake ali albume slik in islamske kaligrafije. Slog se je v naslednjih dveh stoletjih postopoma razširil in vplival na slikanje na papirju tako na muslimanskih kot hindujskih knežjih dvorih in se razvil v številne regionalne sloge, ki jih pogosto imenujemo podmogolski, vključno z radžputskim slikarstvom, paharijskim slikarstvom in končno slikarstvom Družbe, a hibridni slog akvarela, na katerega je vplivala evropska umetnost in v veliki meri pod pokroviteljstvom prebivalcev Britanskega Raja. V pahari (gorskih) središčih, kot je slikarstvo Kangra, je slog ostal vitalen in se je še naprej razvijal v zgodnjih desetletjih 19. stoletja. Od sredine 19. stoletja so štafelajne slike v zahodnem slogu vse pogosteje slikali indijski umetniki, ki so se izobraževali na državnih umetniških šolah.

### Zlatarstvo
Indijska podcelina ima najdaljšo neprekinjeno zapuščino izdelovanja nakita z več kot 5000-letno zgodovino. Uporaba nakita kot skladišča kapitala je v Indiji še vedno pogostejša kot v večini sodobnih družb in zdi se, da je bilo zlato vedno bolj priljubljeno kot kovina. Indija in okoliška območja so bili pomemben vir visokokakovostnih dragih kamnov, nakit vladajočega razreda pa je značilen po njihovi izdatni uporabi. Eni prvih, ki so začeli izdelovati nakit, so bili ljudje Indske civilizacije. Zgodnjih ostankov je malo, saj niso bili pokopani z lastniki.

### Drugi materiali
Les je bil nedvomno izjemno pomemben, a v indijskem podnebju le redko dolgo preživi. Organske živalske materiale, kot sta slonovina ali kost, so odvračale darmične religije, čeprav obstajajo budistični primeri, kot je Bagramska slonovina, veliko indijske proizvodnje, vendar najdeno v Afganistanu, in nekaj relativno modernih izrezljanih oklov. V muslimanskih okoljih so pogostejši.

## Tempeljska umetnost
Obdobje med zatonom Harapov in določenim zgodovinskim obdobjem, ki se začne z Maurijci, zakriva nejasnost. V zgodovinskem obdobju je bila najzgodnejša indijska religija, ki je navdihnila velike umetniške spomenike, budizem. Čeprav so morda obstajale prejšnje strukture v lesu, ki so bile spremenjene v kamnite strukture, zanje ni nobenih fizičnih dokazov, razen besedilnih referenc. Kmalu po tem, ko so budisti postavili v skalo vklesane jame, so jih hindujci in džainisti začeli posnemati v Badamiju, Aiholeju, Ellori, Salseti, Elephanti, Aurangabadu in Mamalapuramu ter Mughalsih. Zdi se, da je v indijski umetnosti stalnica, da so si različne religije delile zelo podoben umetniški slog v katerem koli določenem obdobju in kraju, čeprav so seveda prilagodile ikonografijo, da se ujema z religijo, ki jih je naročila. Verjetno so iste skupine umetnikov delale za različne religije ne glede na lastno pripadnost.
Budistična umetnost se je najprej razvila v obdobju Gandara in Amaravati okoli 1. stoletja pred našim štetjem. Še naprej je cvetela v obdobjih Gupta in Pala, ki sestavljajo zlato dobo Indije, tudi ko so vladarji postali večinoma hindujci. Budistična umetnost je večinoma izginila do konca 1. tisočletja, potem pa so hindujske dinastije, kot so imperiji Palava, Čola, Hojsala in Vidžajanagara, razvili svoje sloge.
Ni časovne meje, ki bi ločevala nastanek templjev, vklesanih v skalo, in prostostoječih templjev, zgrajenih iz rezanega kamna, ko so se razvijali vzporedno. Gradnja prostostoječih struktur se je začela v 5. stoletju, medtem ko so v skalo vklesane templje izkopavali vse do 12. stoletja. Primer prostostoječega strukturnega templja je Šore tempelj, del svetovne dediščine Mahaballipuram, s svojim vitkim stolpom, zgrajenim na obali Bengalskega zaliva s fino izklesanimi granitnimi skalami, rezanimi kot opeke, in iz 8. stoletja.

## Ljudska in plemenska umetnost
Ljudska in plemenska umetnost v Indiji ima različne manifestacije v različnih medijih, kot so lončarstvo, slikanje, kovinarstvo, papirna umetnost, tkanje in oblikovanje predmetov, kot so nakit in igrače. To niso le estetski predmeti, ampak imajo v resnici pomemben pomen v življenju ljudi in so vezani na njihova verovanja in obrede. Predmeti lahko obsegajo skulpture, maske (uporabljajo se v ritualih in obredih), slike, tekstil, košare, kuhinjske predmete, orožje in orožje ter človeško telo (tetovaže in piercingi). Obstaja globok simboličen pomen, ki je pripisan ne samo samim predmetom, ampak tudi materialom in tehnikam, uporabljenim za njihovo izdelavo.
Pogosto se puranski bogovi in legende spremenijo v sodobne oblike in znane podobe. Sejmi, festivali, lokalni junaki (večinoma bojevniki) in lokalna božanstva igrajo ključno vlogo v teh umetnostih (Primer: Nakaši umetnost iz Telangane ali Čerial slikanje na zvitkih).
Ljudska umetnost vključuje tudi vizualne izraze potepuških nomadov. To je umetnost ljudi, ki so med potovanjem po dolinah in visokogorju Indije izpostavljeni spreminjajočim se pokrajinam. S seboj nosijo izkušnje in spomine različnih prostorov, njihova umetnost pa je sestavljena iz minljivega in dinamičnega vzorca življenja. Podeželje, plemena in umetnost nomadov sestavljajo matrico ljudskega izražanja. Primeri ljudske umetnosti so:
1. Slikarstvo Varli – V regiji Varli v Maharaštri se je prvič pojavila oblika plemenske umetnosti, znana kot slikarstvo Varli. Umetniški žanr uporablja preproste geometrijske vzorce in oblike za ustvarjanje podob vsakdanjega življenja, naravnega sveta in verskih tem. Slike so pogosto ustvarjene v beli barvi na rdečem ali oker ozadju.[43]
2. Slikarstvo Madhubani: Ljudska umetnost, znana kot slikarstvo Madhubani, ima svoje korenine v območju Mithila v Biharju. Slike pogosto vključujejo prefinjene geometrijske vzorce in prikazujejo podobe božanstev, narave in vsakdanjega življenja v živih barvah.[44]
3. Slikarstvo Gond: V regiji Gond v Madja Pradeš se je prvič pojavila oblika plemenske umetnosti, znana kot slikanje Gonda. Izpopolnjeni vzorci in dizajni umetniške oblike so pogosto pod vplivom narave in duhovnih praks ljudstva Gond. Slike so običajno narejene v svetlih barvah in imajo drzne, grafične črte.[45]

Medtem ko je večina plemen in tradicionalnih skupnosti ljudskih umetnikov asimiliranih v znano vrsto civiliziranega življenja, še vedno nadaljujejo s svojo umetnostjo. Na žalost pa so tržne in ekonomske sile poskrbele, da se število teh umetnikov zmanjšuje. Različne nevladne organizacije in indijska vlada si zelo prizadevajo za ohranitev in zaščito teh umetnosti ter njihovo promocijo. Več učenjakov v Indiji in po svetu je preučevalo te umetnosti in o njih je na voljo nekaj dragocenih štipendij. Ljudski duh ima izjemno vlogo pri razvoju umetnosti in v splošni zavesti domorodnih kultur.